# Ludwig Kraft (Nassau-Saarbrücken)

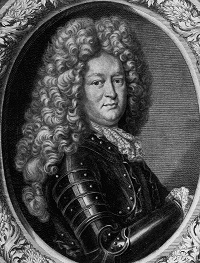
Graf Ludwig Kraft von Nassau-Saarbrücken

Ludwig Kraft (auch: Ludwig Crato) von Nassau-Saarbrücken (* 28. März 1663 in Saarbrücken; † 14. Februar 1713 ebd.) war von 1677 bis zu seinem Tod Graf von Nassau-Saarbrücken. Er war der Sohn des Grafen Gustav Adolf von Nassau-Saarbrücken und der Eleonore Klara, geborene Gräfin von Hohenlohe-Neuenstein.
1663 geboren, wurde Ludwig Kraft in Neuenstein bei seinem Onkel Graf Wolfgang Julius von Hohenlohe-Neuenstein und später in Tübingen ausgebildet. Sein Vater war 1673 bis 1674 Kriegsgefangener der Franzosen und durfte auch nach Freilassung sein französisch besetztes Herrschaftsgebiet nicht betreten.
Als sein Vater 1677 im Kampf gegen Frankreich an einer Verwundung starb, erbte er die Grafschaften Saarbrücken und Saarwerden. Aufgrund seines jungen Alters übernahm zunächst seine Mutter Eleonore Klara die Landesherrschaft. 1680 sah diese sich gezwungen, die Oberhoheit des französischen Königs Ludwig XIV. anzuerkennen und diesem einen Lehnseid zu leisten. Saarbrücken und Saarwerden wurden dadurch im Zuge der sogenannten Reunionspolitik Ludwigs XIV. in das französische Königreich eingegliedert und kurz darauf Teil der 1684/85 gegründeten Province de la Sarre. Trotzdem verblieb den alten deutschen Landesherren ein gewisses Maß an politischem Einfluss.
Ludwig Crato trat 1682 als Kapitän in die französische Armee ein, verließ diese jedoch 1684 wieder nach Auflösung seines Regiments. Ein kurzes Gastspiel des 1685 für volljährig erklärten Grafen beim Heer Wilhelms III. von Oranien beendete der französische König, indem er ihm mit Beschlagnahmung seines Anteils an den Einkünften seiner Grafschaften drohte. In der Folge trat Ludwig Crato wiederum in die französische Armee ein. In der Verwaltung seiner Landesherrschaft wurde der junge Graf während seiner häufigen Kriegseinsätze weiterhin von seiner Mutter vertreten. Ludwig Crato wurde bald Inhaber eines eigenen Kavallerieregiments, zunächst des Regiments Nassau (zuvor Dumont genannt), dann des Royal-Allemand, und erreichte nach einigen Jahren die hohe Stellung eines Lieutenant général. Während seiner Karriere zeichnete er sich durch Tapferkeit, Kaltblütigkeit und militärischen Scharfsinn aus. So nahm er an der Belagerung und Eroberung von Luxemburg 1684 teil. Während des Pfälzischen Erbfolgekriegs in der Niederländischen Kompagnie: der Schlacht bei Fleurus (1690) (schwer verwundet), der Belagerung von Namur und Schlacht von Steenkerke 1692, Schlacht bei Neerwinden 1693.
Am französischen Hof erwarb er sich ein hohes Ansehen, wurde von Ludwig XIV. sehr geschätzt und war ein sehr reicher Mann, wie die Memoiren des Herzogs von Saint-Simon sowie die Briefe der Herzogin von Orléans bezeugen. Das im Krieg stark beschädigte Saarbrücker Schloss ließ er gemeinsam mit seiner Mutter, teils in neuer Form, wiederherstellen. 
Nach dem Frieden von Rijswijk im Jahr 1697 verlor Frankreich die Oberhoheit über die Region, und Ludwig Cratos Länder wurden wieder Teil des Heiligen Römischen Reichs Deutscher Nation, wodurch er als Landesherr die vollständige politische Kontrolle darüber erhielt. Nichtsdestoweniger blieb er Ludwig XIV. lebenslang verbunden. Während des Spanischen Erbfolgekrieges war er noch beratend für Frankreich tätig.
Er galt als guter Regent. So konnte er sein Land aus weiteren Kriegen heraushalten, ordnete die Rechtspflege und die Landesfinanzen. Er war wohltätig und reorganisierte das Schulwesen.
Ludwig Crato von Nassau-Saarbrücken verstarb 1713 im Alter von nicht ganz 50 Jahren in Saarbrücken. Sein Regierungsnachfolger wurde sein Bruder Karl Ludwig.

## Nachkommen

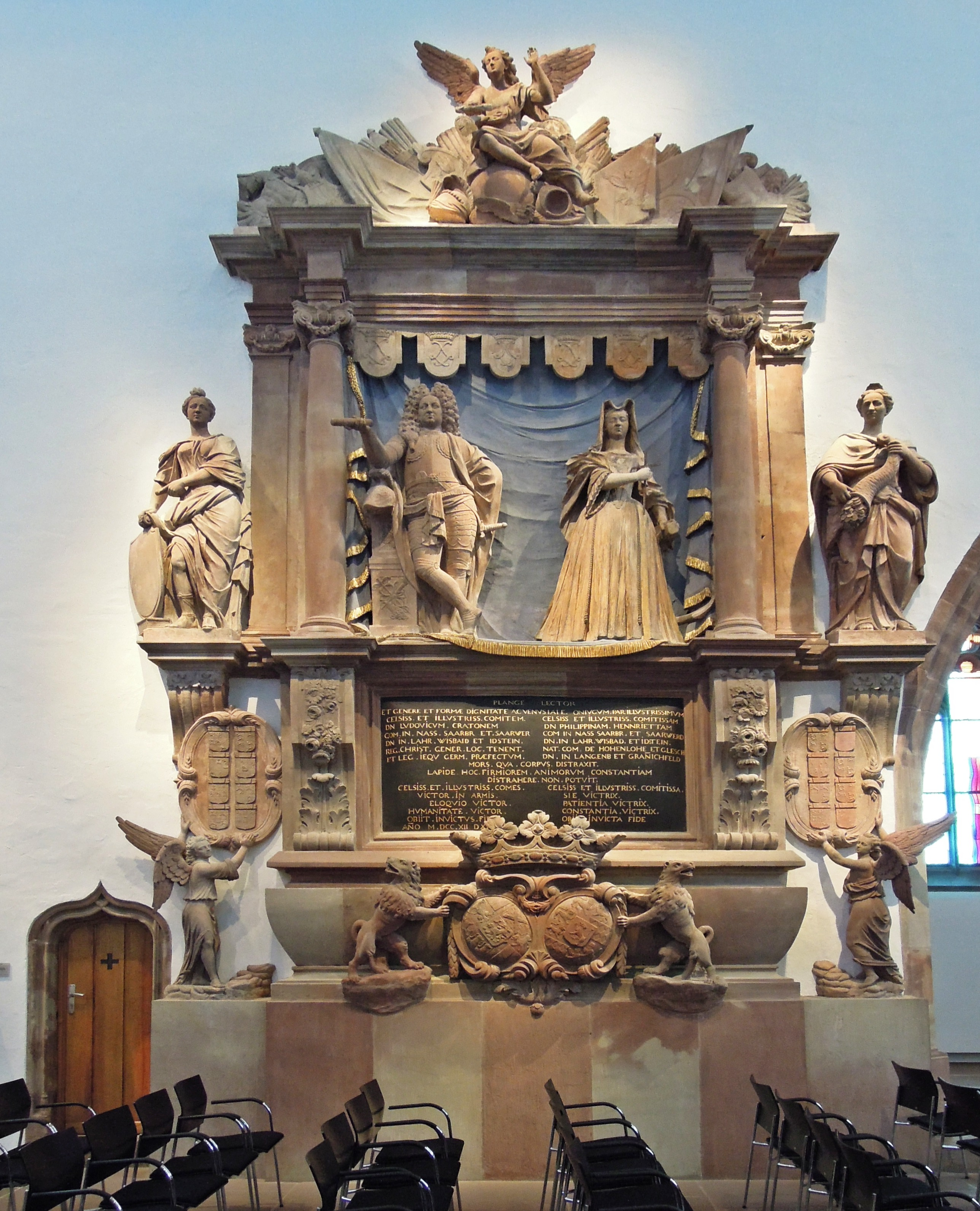
Grabdenkmal des Grafen Ludwig in der Saarbrücker Schlosskirche; Die Inschriften lauten in deutscher Übersetzung aus dem Lateinischen: „Der Tod trennt nicht die Liebenden. Bedauere, Leser, das durch Herkunft, Würde und Anmut in gleicher Weise erlauchte Paar. Den erhabenen und erlauchten Grafen, Herrn Ludwig Crato, Graf zu Nassau-Saarbrücken und Saarwerden, Herr zu Lahr, Wiesbaden und Idstein, des allerchristlichsten Königs Generalleutnant und Oberst des Reiterregiments Royal-Allemand. Die erhabene und erlauchte Gräfin Frau Philippine Henriette, Gräfin von Nassau-Saarbrücken und Saarwerden, Herrin zu Lahr, Wiesbaden und Idstein, geborene Gräfin zu Hohenlohe und Gleichen, Herrin in Langenburg und Kranichfeld. Der Tod, der den Leib auflöste, konnte die Beständigkeit der Seelen, die fester ist als dieser Stein, nicht zerstören. Der erhabene und erlauchte Graf, Sieger in Waffen, in der Beredsamkeit wie in der Menschlichkeit, starb unbesiegten Glaubens am 14. Februar 1712. Die erhabene und erlauchte Gräfin, Siegerin in der Hoffnung, in der Geduld und in der Beständigkeit, starb unbesiegten Glaubens im Jahr“ (ohne Eintrag)

Am 25. April 1699 heiratete er Gräfin Philippine Henriette zu Hohenlohe-Langenburg (1679–1751), Tochter von Graf Heinrich Friedrich zu Hohenlohe-Langenburg.
- Elise (* 1700; † 1712)
- Eleonora Dorothea (* 1701; † 1702)
- Henriette (* 1702; † 1769)
- Karoline (* 1704; † 1774) ⚭ Pfalzgraf Christian III. von Pfalz-Zweibrücken
- Luise Henriette (* 6. Dezember 1705; † 28. Oktober 1766) ⚭ Fürst Friedrich Karl zu Stolberg-Gedern (1693–1767)
- Eleonore (* 1. Juli 1707; † 15. Oktober 1769) ⚭ Fürst Ludwig zu Hohenlohe-Langenburg
- Ludwig (* 1709; † 1710)
- Christina (* 1711; † 1712)

Ludwig Kraft von Nassau-Saarbrücken ist über seine Tochter Karoline der Urgroßvater des ersten bayerischen Königs Maximilian I. Joseph sowie der Ururgroßvater von dessen Frau Karoline und der vierfache Urgroßvater des bayerischen Königs Ludwig II.
Hinsichtlich des österreichischen Kaiserhauses ist er der dreifache Urgroßvater des österreichischen Kaisers Franz Joseph I. sowie von dessen Ehefrau Elisabeth von Österreich-Ungarn.
Hinsichtlich des preußischen Königshauses ist er der Urgroßvater der preußischen Königin Friederike Luise, der Ururgroßvater des preußischen Königs Friedrich Wilhelm III. und der dreifache Urgroßvater des preußischen Königs Friedrich Wilhelm IV. sowie von dessen Bruder Wilhelm I., des ersten Kaisers des Deutschen Reiches. Ebenso ist er der dreifache Urgroßvater der preußischen Königin und ersten deutschen Kaiserin Augusta, der Frau Wilhelms I.
Hinsichtlich des russischen Zarenhauses ist er der Urgroßvater der früh verstorbenen russischen Thronfolgerin Natalia Alexejewna und der Ururgroßvater der russischen Zarin Elisabeth Alexejewna, der Ehefrau von Zar Alexander I. Ebenso ist er der dreifache Urgroßvater der russischen Zarin Marija Alexandrowna, der Gattin von Zar Alexander II.
Hinsichtlich des schwedischen Königshauses ist Ludwig Kraft von Nassau-Saarbrücken der Ururgroßvater der schwedischen Königin Friederike.
Hinsichtlich des sächsischen Königshauses ist er Urgroßvater der ersten sächsischen Königin Amalie, der Schwester des ersten bayerischen Königs Maximilian I. Joseph.
Hinsichtlich des bayerischen Königshauses ist er der Urgroßvater des ersten bayerischen Königs Maximilian I. Joseph.
Unter der Voraussetzung, dass Kaspar Hauser der Sohn des badischen Großherzogs Karl Ludwig Friedrich gewesen wäre, wäre Ludwig Kraft von Nassau-Saarbrücken dessen dreifacher Urgroßvater.
Hinsichtlich der monegassischen Fürstenfamilie ist Ludwig Kraft von Nassau-Saarbrücken der fünffache Urgroßvater des Fürsten Louis II. von Monaco, dem Urgroßvater des seit 2005 regierenden Fürsten Albert II. von Monaco.